# Матрица (издательское дело)
Матри́ца, в издательском деле (полиграфическом) — углублённая форма с отпечатком буквы (или другого знака), предназначенная для отливки литер (печатальных букв и знаков).
В словолитном деле «Матрица» — вогнутая часть формы, в частности медная пластинка, с углублённым отпечатком, служащая для получения типографского шрифта. Матрица (углубленное изображение буквы) выбивается на медной пластинке пунсоном. Иногда матрица изготовляется гальванопластическим путем. Типографский металл (сплав свинца, сурьмы и олова) выливается на матрице, и, по затвердении, готовая литера вынимается из формы. Первоначально все указанные выше операции по изготовлению матриц производились вручную, позже были придуманы словолитные машины, на которых достигли большой быстроты до 10 000 букв в час, и совершенства в их производстве. В полиграфии матрицы встречаются в словолитных и наборных машинах в виде металлических пластин, несущих на своей грани очко отдельной буквы или знака.
Шрифтолитейная матрица употреблялась в ручном наборе, а линотипная или монотипная — в механизированных наборных машинах.
Стереотипная матрица — матрица, использующаяся при стереотипии для отливки стереотипов высокой печати, сделанная в виде углублённой копии набора на картоне, свинце или другом материале. Для тиснения стереотипных матриц или неметаллических стереотипов применялся (обычно гидравлический) матричный пресс.